# Landon Liboiron

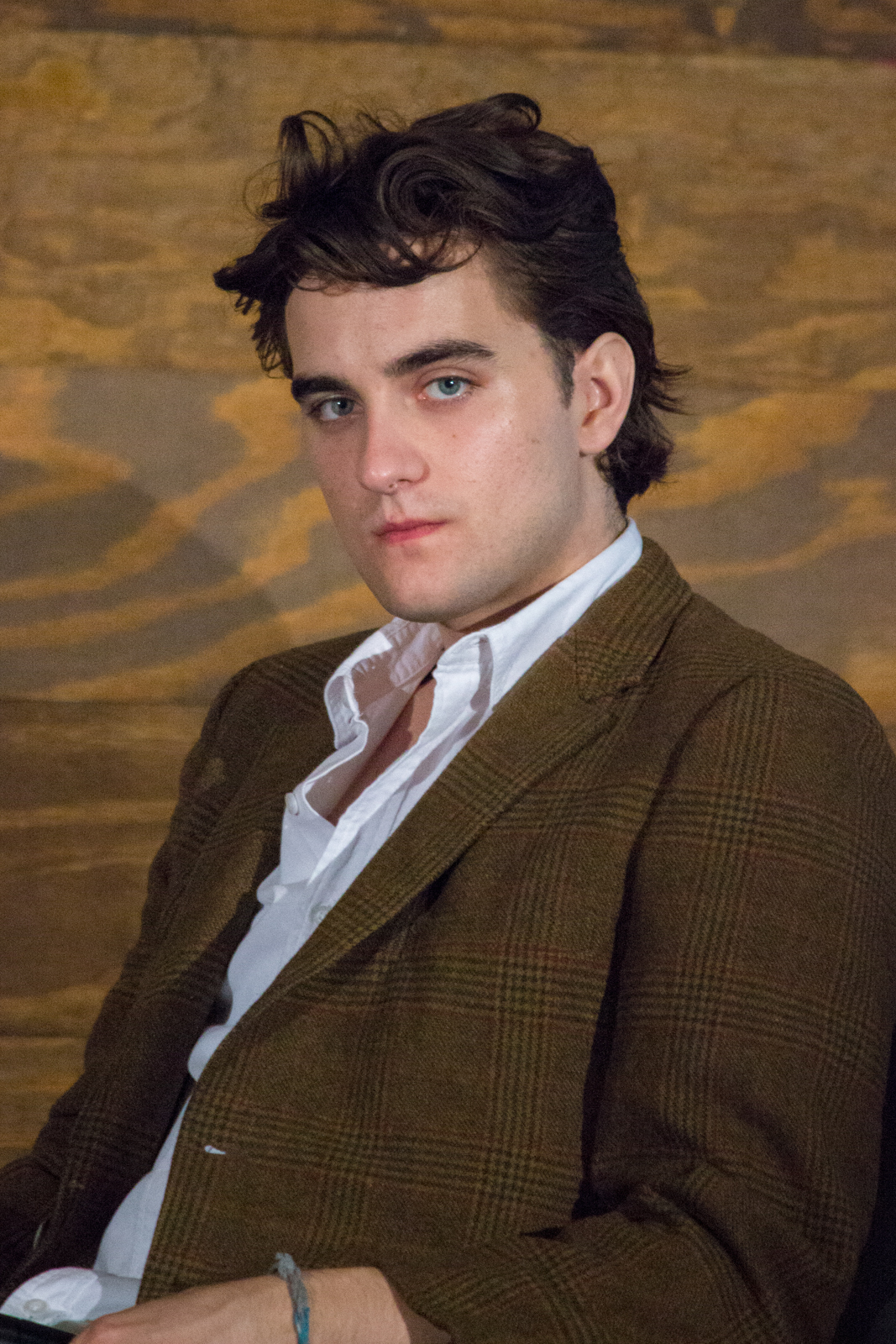
Landon Liboiron (2014)

Landon Ryan Liboiron  (* 27. Februar 1991 in Jenner, Alberta) ist ein kanadischer Schauspieler.

## Leben
Liboiron wuchs in Jenner, Alberta auf und hat zwei ältere Brüder. Bevor Liboiron seinen großen Durchbruch durch die kanadische Drama-Fernsehserie Degrassi: The Next Generation hatte, spielte er in mehreren Fernsehfilmen mit. Im Oktober 2010 erhielt er die Rolle des Josh Shannon, des Sohnes der Hauptfigur, gespielt von Jason O’Mara, und seiner Frau, gespielt von Shelley Conn, in der Science-Fiction-Fernsehserie Terra Nova. Die Serie hatte im September 2011 beim Sender Fox Premiere, wurde aber bereits nach einer Staffel wieder eingestellt. Im April 2012 wurde er für eine der Hauptrollen in der Netflix-Science-Fiction-Serie Hemlock Grove gecastet, in der er den Freund des Sohns von Famke Janssens Figur darstellt.
Seit 2016 übernimmt Liboiron eine Hauptrolle in der Netflix-Serie Frontier.

## Filmografie
- 2006: Broken House
- 2007: The Dark Room (Fernsehfilm)

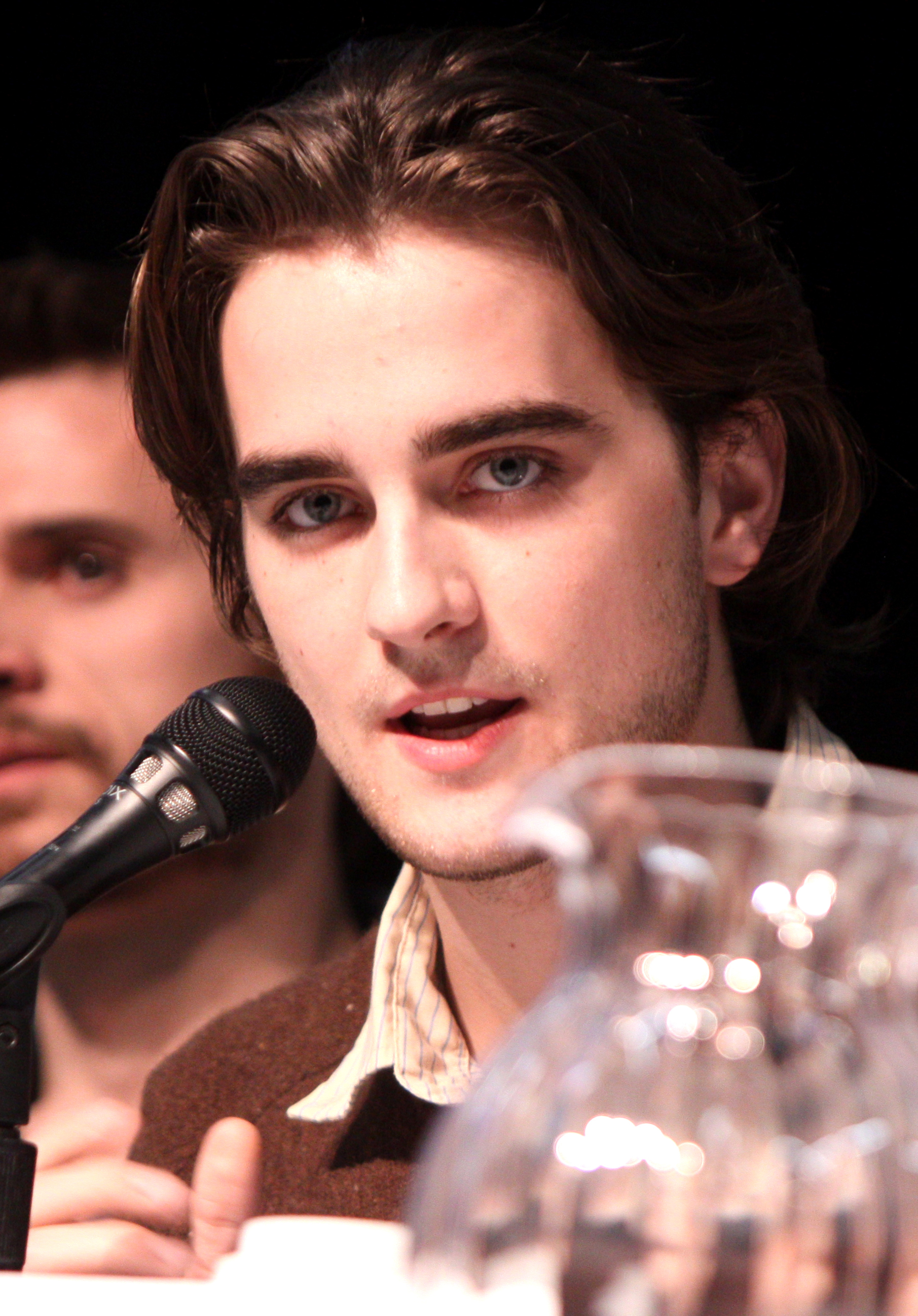
Landon Liboiron bei der WonderCon (2013)

- 2007: Ein Pferd für Moondance (Moondance Alexander)
- 2008: Flashpoint – Das Spezialkommando (Flashpoint, Fernsehserie, eine Episode)
- 2008: Das Feld der Ehre – Die Schlacht von Passchendaele (Passchendaele)
- 2009: Wild Roses (Fernsehserie, sechs Episoden)
- 2009–2010: Degrassi: The Next Generation (Fernsehserie, 30 Episoden)
- 2010: Daydream Nation
- 2010: Altitude – Tödliche Höhe (Altitude)
- 2010–2011: Life Unexpected – Plötzlich Familie (Life Unexpected, Fernsehserie, vier Episoden)
- 2011: Blue Moon – Als Werwolf geboren (The Howling: Reborn)
- 2011: Terra Nova (Fernsehserie, 13 Episoden)
- 2011: Shattered (Fernsehserie, eine Episode)
- 2012: Girl in Progress
- 2013–2015: Hemlock Grove (Fernsehserie, 33 Episoden)
- 2015: Forsaken
- 2016–2018: Frontier (Fernsehserie, 18 Episoden)
- 2018: Wahrheit oder Pflicht (Truth or Dare)
- 2021: Hands that Bind

## Auszeichnungen
- 2009: Nominierung für den Gemini Award in der Kategorie Beste Darstellung in einer Kinder- oder Teenserie für Degrassi: The Next Generation[5]